# Imperadores Rubro-Negros
Grêmio Recreativo Escola de Samba Imperadores Rubro-Negros (ou simplesmente Imperadores Rubro-Negros) é uma escola de samba da cidade do Rio de Janeiro, formada por sambistas torcedores do Clube de Regatas do Flamengo. 
A escola foi a terceira tentativa de se criar uma escola de samba de torcedores do Flamengo, sendo que as anteriores, a Nação Rubro-Negra (1996) e o Império Rubro-Negro (2013), fracassaram, não durando mais do que um ano e realizando desfiles que não cumpriram minimamente o regulamento.
Seus padroeiros são São Judas Tadeu e Santo Antônio.

## História
A Imperadores foi criada em 2018, como um projeto liderado por Serginho Aguiar, compositor da Beija-Flor e ex-presidente da Unidos da Ponte. Inicialmente ensaiava no Recreio dos Bandeirantes, e na quadra da Difícil é o Nome, em Pilares, mas sua sede oficialmente se localizava na Rua José Sombra, 440 Apt 104, em Irajá.
Desfilou pela primeira vez em 2019, pelo grupo de avaliação, então sexta divisão das escolas de samba do Rio de Janeiro, em desfile realizado no sábado pós-Carnaval. Naquele ano, com um enredo que exaltava a paixão pelo Flamengo, ficou em 3º lugar, sendo portanto uma das três escolas promovidas para a divisão acima.
Durante o decorrer daquele ano, com a reorganização dos grupos feita pela LIESB, a escola acabou sendo promovida automaticamente, junto com todas as outras, da quinta para a quarta divisão. No decorrer do ano, inaugurou um novo espaço de ensaios, no bairro do Engenho de Dentro.
Desfilou em 2020 com um enredo que abordava superstições e crendices, que lhe rendeu um quinto lugar e uma nova promoção.

## Segmentos

### Presidentes
| Nome            | Mandato             | Ref.  |
| --------------- | ------------------- | ----- |
| Serginho Aguiar | Fundação-atualmente | [ 5 ] |

### Diretores
| Ano   | Direção de Carnaval                      | Direção de Harmonia | Mestre de bateria | Ref.  |
| ----- | ---------------------------------------- | ------------------- | ----------------- | ----- |
| 2019  | André Baiacu Tião Pinheiro Ronaldo Nunes | Adriano Amaral      | Marcão Mattos     | [ 5 ] |
| 2020- | Bruno Teté                               | Willian Klüver      | Taranta Neto      | [ 3 ] |

### Intérpretes
| Nome            | Ano                      | Ref   |
| --------------- | ------------------------ | ----- |
| 2019-2020       | Hudson Luiz              | [ 3 ] |
| 2022-atualidade | Léo Pierre e Vitor Cunha |       |

### Coreógrafos
| Nome | Ano                           | Ref.  |
| ---- | ----------------------------- | ----- |
| 2019 | Gabriel Castro e Mariana Reis | [ 5 ] |
| 2020 | Gabriel Castro                | [ 3 ] |

### Casal de Mestre-sala e Porta-bandeira
| Ano   | Nome                      | Ref.  |
| ----- | ------------------------- | ----- |
| 2019  | João Boff e Giza          | [ 5 ] |
| 2020- | Jeferson Pereira e Elaine | [ 3 ] |

### Corte de Bateria
| Período       | Rainha de Bateria  | Ref.        |
| ------------- | ------------------ | ----------- |
| 2019          | Thaynara Rodrigues | [ 6 ]       |
| 2020          | Marta Bandeira     | [ 7 ] [ 3 ] |
| 2025-presente | Cycy Dezuales      |             |

## Carnavais
| Ano | Colocação | Grupo | Enredo | Carnavalesco | Ref.   |
| --- | --- | --- | --- | --- | ------ |
| 2019 | 3º Lugar | Série E (sexta divisão)                                                                                               | Paixão pelo clube, amor pelo samba: Uma história de futebol e carnaval!                                                                                    | Rodrigo Marques e Guilherme Diniz                                                                                     | [ 8 ]  |
| 2020 | 5° Lugar | Acesso da Intendente (quarta divisão)                                                                                 | Bate na Madeira três vezes, me dê meu Patuá pra fazer meu Amuleto Compositores:Luiz Pião, Braguinha, Tem Tem Jr e Gilmar L. Silva                          | Elídio Júnior e Giovani Leal                                                                                          | [ 3 ]  |
| Inicialmente adiados para o mês de julho, os desfiles do Carnaval 2021 foram cancelados devido a pandemia de Covid-19 | Inicialmente adiados para o mês de julho, os desfiles do Carnaval 2021 foram cancelados devido a pandemia de Covid-19 | Inicialmente adiados para o mês de julho, os desfiles do Carnaval 2021 foram cancelados devido a pandemia de Covid-19 | Inicialmente adiados para o mês de julho, os desfiles do Carnaval 2021 foram cancelados devido a pandemia de Covid-19                                      | Inicialmente adiados para o mês de julho, os desfiles do Carnaval 2021 foram cancelados devido a pandemia de Covid-19 | [ 9 ]  |
| 2022 | 7º Lugar | LIVRES (Grupo B) | Olelê Olelê, uma herança do continente africano | Rodrigo Marques e Guilherme Diniz                                                                                     | [ 10 ] |
| 2023 | 4º Lugar | Série Bronze (Segunda-feira) (quarta divisão)                                                                         | Nunes, o Rei das grandes decisões (Neguinho da Beija-flor, Tem-Tem Jr., João Vidal, Leozinho Nunes, Marcelinho Santos, Romeu Almeirda e Jeferson Rodrigues | Anselmo Brito e Yuri Martins                                                                                          | [ 11 ] |
| 2024 | 6º Lugar | Série Bronze (Sábado) (quarta divisão)                                                                                | É lixo, é resto, é trapo, resíduo, mulambo, farrapo: Reciclar é a magia de renascer!                                                                       | Fábio Giampietro | [ 12 ] |
| 2025 | 5° Lugar | Série Bronze (Sexta-feira) (quarta divisão)                                                                           | Mãe Edelzuita, a Guardiã da Fé - O Início, Meio e Continuidade                                                                                             | Fran Sérgio |        |